# 6925 Susumu
6925 Susumu eller 1993 UW2 är en asteroid i huvudbältet som upptäcktes den 24 oktober 1993 av den japanska astronomen Tsutomu Seki vid Geisei-observatoriet. Den är uppkallad efter den japanske astronomen Augustin Susumu Yamamoto.
Asteroiden har en diameter på ungefär 23 kilometer.